# Double face (album)
Duoble face è un album in studio di Gianni Drudi, pubblicato nel 2006.

## Tracce

### Disco 1
1. Garbino
2. Africa salemelek
3. Hasta luego santiago
4. Me gusta
5. Frustami!
6. Nelle sere d'estate
7. Te l'ho vista
8. Me fa mal
9. Il ballo della scopa!
10. El marsupio
11. Che gusto c'è
12. Un pugno di sabbia
13. Hasta luego santiago (base)

### Disco 2
1. Gli anni di Cristo
2. Alice vuole...
3. Libero amore
4. Primavera bellissima
5. C'eri tu
6. Percezioni
7. Le colline dei tuareg
8. Un mondo d'aiutare
9. Barbara
10. Gauguin
11. Libero amore (base-karaoke)
12. Tre saluti alla radio (vocal track)